# Serie A2 1989-1990 (pallacanestro maschile)
Il campionato italiano di basket di Serie A2 1989-1990 è composto di 16 squadre che disputano un girone all'italiana con partite di andata e ritorno. La vittoria vale 2 punti, la sconfitta 0. In caso di parità sono previsti i supplementari.
Le prime 2 classificate avranno il diritto di partecipare ai play-off insieme alle prime 10 squadre classificate in serie A1, saranno inoltre promosse alla serie A1 1990-91.
Le classificate dal 3º al 10º posto disputeranno due gironi di spareggio insieme a 4 squadre di serie A1 (classificate dall'11º al 14º posto): le prime 2 classificate di ogni girone giocheranno la prossima stagione in serie A1.
Le ultime 2 classificate della serie A2 retrocedono in serie B1.

## Stagione regolare

### Classifica
|  |     | Classifica finale 1989-1990 | Pt | G  | V  | P  | PtF  | PtS  |
|  | --- | --------------------------- | -- | -- | -- | -- | ---- | ---- |
|  | 1.  | Ipifim Torino               | 46 | 30 | 23 | 7  | 2992 | 2704 |
|  | 2.  | Stefanel Trieste            | 42 | 30 | 21 | 9  | 2579 | 2419 |
|  | 3.  | Glaxo Verona                | 38 | 30 | 19 | 11 | 2694 | 2526 |
|  | 4.  | Garessio 2000 Livorno       | 36 | 30 | 18 | 12 | 2660 | 2563 |
|  | 5.  | Alno Fabriano               | 30 | 30 | 15 | 15 | 2638 | 2576 |
|  | 6.  | Teorema Tour Arese          | 30 | 30 | 15 | 15 | 2664 | 2625 |
|  | 7.  | Kleenex Pistoia             | 30 | 30 | 15 | 15 | 2608 | 2606 |
|  | 8.  | Hitachi Venezia             | 30 | 30 | 15 | 15 | 2696 | 2747 |
|  | 9.  | Jollycolombani Forlì        | 28 | 30 | 14 | 16 | 2654 | 2667 |
|  | 10. | Annabella Pavia             | 26 | 30 | 13 | 17 | 2588 | 2630 |
|  | 11. | Fantoni Udine               | 26 | 30 | 13 | 17 | 2647 | 2750 |
|  | 12. | Filodoro Brescia            | 26 | 30 | 13 | 17 | 2613 | 2790 |
|  | 13. | Banca Popolare Sassari      | 26 | 30 | 13 | 17 | 2382 | 2467 |
|  | 14. | Braga Cremona               | 24 | 30 | 12 | 18 | 2494 | 2599 |
|  | 15. | Marr Rimini                 | 24 | 30 | 12 | 18 | 2396 | 2531 |
|  | 16. | San Benedetto Gorizia       | 18 | 30 | 9  | 21 | 2580 | 2685 |

### Risultati
Tabellone Gare Legabasket Serie A2 1989-90
Nell'anno della promozione in A1 dell'Ipifim Torino il vice allenatore non era il signor Federico Danna bensì il signor Giovanni Lambruschi

## Play-off
Ipifim Torino e Stefanel Trieste accedono ai play-off con le prime 10 di serie A1. 

## Play-out
Due gironi da 6 squadre che si incontrano in partite di andata e ritorno. Vi partecipano le classificate dall'11º al 14º posto di serie A1, e le classificate dal 3º al 10º posto di A2. Le prime 2 classificate di ogni girone giocheranno la stagione 1990-91 in serie A1, le altre in serie A2.

### Girone Verde

#### Classifica
|  |    | Classifica play-out verde 89-90 | Pt | G  | V | P | PtF | PtS |
|  | -- | ------------------------------- | -- | -- | - | - | --- | --- |
|  | 1. | Paini Napoli                    | 16 | 10 | 8 | 2 | 948 | 898 |
|  | 2. | Benetton Treviso                | 12 | 10 | 6 | 4 | 885 | 815 |
|  | 3. | Glaxo Verona                    | 12 | 10 | 6 | 4 | 920 | 833 |
|  | 4. | Teorema Arese                   | 8  | 10 | 4 | 6 | 872 | 935 |
|  | 5. | Annabella Pavia                 | 8  | 10 | 4 | 6 | 873 | 915 |
|  | 6. | Hitachi Venezia                 | 4  | 10 | 2 | 8 | 887 | 989 |

#### Risultati
Risultati

### Girone Giallo

#### Classifica
|  |    | Classifica play-out giallo 89-90 | Pt | G  | V | P | PtF | PtS |
|  | -- | -------------------------------- | -- | -- | - | - | --- | --- |
|  | 1. | Neutroroberts Firenze            | 14 | 10 | 7 | 3 | 919 | 870 |
|  | 2. | Jollycolombani Forlì             | 14 | 10 | 7 | 3 | 908 | 864 |
|  | 3. | Alno Fabriano                    | 12 | 10 | 6 | 4 | 893 | 853 |
|  | 4. | Garessio 2000 Livorno            | 12 | 10 | 6 | 4 | 896 | 834 |
|  | 5. | Kleenex Pistoia                  | 4  | 10 | 2 | 8 | 837 | 902 |
|  | 6. | Arimo Bologna                    | 4  | 10 | 2 | 8 | 854 | 984 |

#### Risultati
Risultati

### Spareggio salvezza
| Treviso 21 aprile 1990 | Braga Cremona                    | 2 – 0 referto | Marr Rimini | PalaVerde\| Arbitri: \| Stefano Cazzaro Pierluigi D'Este \| |
| Arbitri:               | Stefano Cazzaro Pierluigi D'Este |               |             |                                                             |